# Семеновка (Йошкар-Олинський міський округ)
Семе́новка (рос. Семёновка, марій. Семонсола) — село у складі Йошкар-Олинського міського округу Марій Ел, Росія.

## Населення
Населення — 6495 осіб (2010; 6982 у 2002).
Національний склад (станом на 2002 рік):
- росіяни — 59 %